# Гельвіга Шлезвізька
Гельвіга Шлезвізька (дан. Helvig af Slesvig, також дан. Helvig Eriksdatter af Sønderjylland), (нар. близько 1320 — пом. близько 1374) — аристократка XIV століття з роду Естрідсенів, донька герцога Шлезвігу Еріка II та графині Гольштейн-Рендсбурзької Адельгейди, дружина короля Данії Вальдемара IV Аттердага, мати королеви Данії та Швеції Маргарити I.
Від 1355 року була мирською сестрою s цистерціанському монастирі в Есромі на півночі Зеландії.

## Біографія

### Дитинство та юність
Народилась близько 1320 року. Була другою дитиною та єдиною донькою в родині герцога Шлезвігу Еріка II та його дружини Адельгейди Гольштейн-Рендсбурзької. Мала старшого брата Вальдемара.
Втратила батька навесні 1325 року. Мати взяла другий шлюб із соправителем Гонштейну, володарем Герінгена та Тонни, Дітріхом V, від якого мала ще четверо дітей. Роком весілля деякі джерела називають 1333.
Старший брат Гельвіги після раптової смерті батька став герцогом Шлезвігу під опікою матері та дядька Герхарда III, графа Гольштейн-Рендсбургу. Останній у 1326 році, скориставшись невдоволенням данської знаті проти короля Крістофера II висунув Вальдемара як претендента на трон. Так, юнак того ж року став королем Данії. Втім, правителем він був номінальним, оскільки дядько відав усіма державними справами. Він же і зрікся престолу від імені Вальдемара у 1330 році.
Наприкінці 1330-х років брат Гельвіги уклав союз із сином колишнього короля Крістофера, Вальдемаром, проти свого дядька Герхарда і, у зв'язку з цим, домовився про шлюб між ним та сестрою.

### Шлюб та діти
Шлюб Гельвіги та Вальдемара відбувся в день П'ятдесятниці 1340 року в шлезвізькому замку Сендерборг. Молоді люди були приблизно одного віку. Посагом нареченої стали закладені землі Північної Ютландії. Після вінчання подружжя вирушило до Віборгу, який був одним із трьох місць для великих зборів. Там, у День Святого Ганса — 24 червня, ландстінг на чолі з Нільсом Еббесеном проголосив Вальдемара королем Данії. 
У подружжя було шестеро дітей. Збереглося мало інформації щодо королеви Гельвіги. Вона не була політично активною та не грала важливої ролі на іншій ниві. Очікувалося, що вона буде регентом під час паломництва Вальдемара у 1346 році, проте не згадується, чи була вона регентом насправді. Відомо, що до народження молодшої дитини подружжя мешкало разом. Після ж 1353 року відповідних свідчень більше немає.

### Останні роки

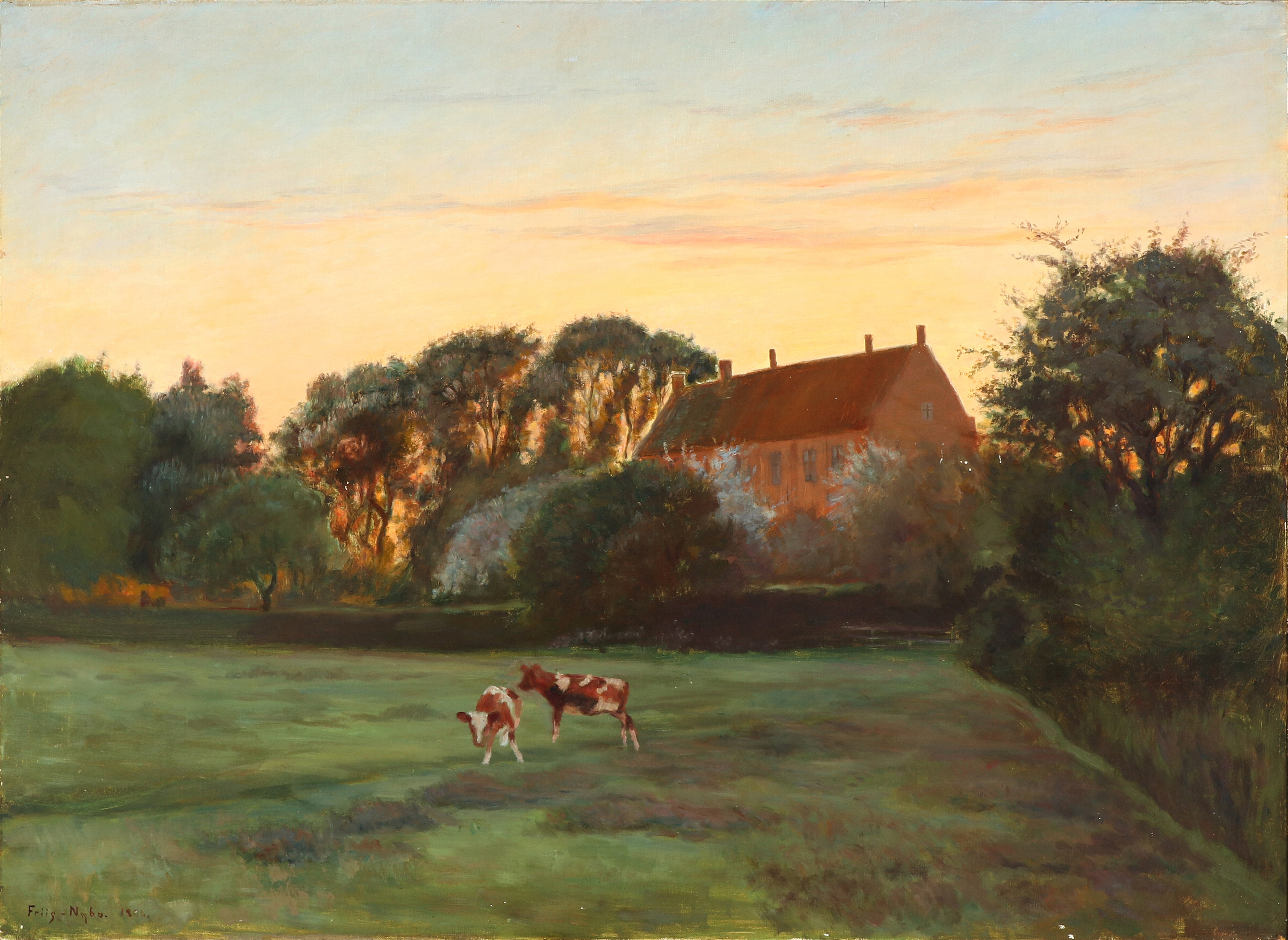
Есромське абатство на картині Пола Фріїса Нюбо

1355 року Гельвіга була прийнята мирською сестрою до цистерціанського монастиря в Есромі на півночі Зеландії. Причини роздільного проживання подружжя невідомі. Старовинна народна пісня оповідає про роман королеви із данським лицарем Фолкером, якого король наказав повісити. Ніяких офіційних підтверджень цієї версії не існує. Інша свідчить, що Гельвіга залишила чоловіка через його роман із Туве Лілле.
Королева пішла з життя приблизно у 1374 році у Есромському абатстві. Була похована у монастирській церкві. У 1377 році її донька Маргарита отримала від Папи Римського Григорія XI дозвіл на перепоховання матері у монастирі Соро, однак план так і не був реалізований. Монастирська церква та гробниця королеви були зруйновані під час Реформації.

## Родина

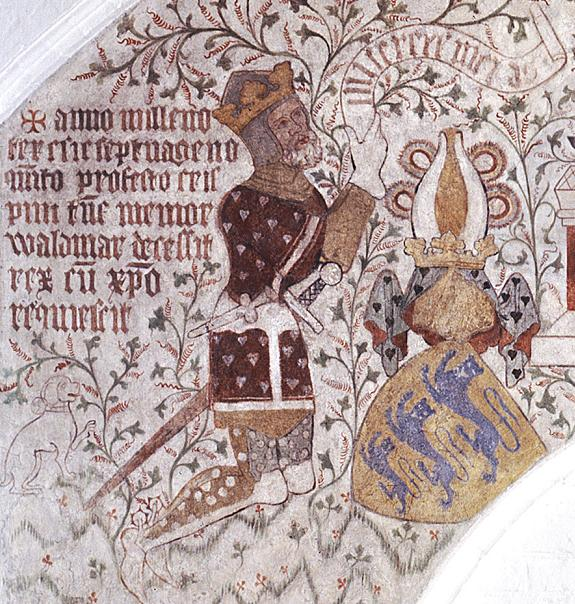
Вальдемар IV на фресці

Чоловік —  Вальдемар IV Аттердаг
Діти:
- Крістофер (1341—1363) — герцог Лолланнський, одруженим не був, дітей не мав;
- Маргарита  (1345—1350) — наречена герцога Мекленбургу Генріха III, померла в дитячому віці;
- Інгеборга (1347—близько 1370) — дружина герцога Мекленбургу Генріха III, мала четверо дітей;
- Катерина (1349—?) — померла молодою;
- Вальдемар (1350—?) — помер молодим;
- Маргарита (1353—1412) — королева Данії у 1387—1396 роках та Швеції у 1389—1396 роках, дружина короля Норвегії та Швеції Гокона VI, мала єдиного сина.